# Kejhusrev I.
Kejhusrev I. (staro anatolsko turško كَیخُسرو, Ghiyāth ad-Dīn Kaykhusraw bin Qilij Arslān, perzijsko غياث الدين كيخسرو بن قلج ارسلان‎) je bil enajsti in najmlajši sin Kilič Arslana II., * neznano, † 1211, Alaşehir.
Svojega očeta je nasledil leta 1192, vendar se je moral z brati boriti za oblast v sultanatu. Leta 1192 ga je premagal brat Sulejman II. in sam zasedel seldžuški prestol. Kejhusrev I. se je leta 1205 vrnil na oblast in vladal do leta 1211.

## Družina
Kejhusrev I. je bil poročen s hčerko Manuela Maurozoma,  ki je kot Kejhusrevov vazal posedoval gradova v Honi in Laodikeji. Z njo je imeli sina 
- Kejkubada I.

## Vladanje
Leta 1192/93 je Kejhusrev I. po zagotovilu, da bo dobil primerno zdravljenje, bizantinskemu cesarju Izaku II. izročil  plemiča Teodorja Mangafa, ki so ga zaradi več neuspelih poskusov uzurpacije bizantinskega prestola imenovali Morotheodoros (grško Μωροθεόδωρος) – Nori Teodor.
Ko se je leta 1196  Kejhusrevov brat Sulejman II. začel z vojsko hitro približevati Konyi, je Kejhusrev pobegnil v Konstantinopel, kjer je živel do leta 1203 in se morda celo pokristjanil.
Po Sulejmanovi smrti je seldžuški prestol nasledil Kilič Arslan III. Kejhusrev se je leta 1205 vrnil v Konyo, odstavil Kilič Arslana in drugič zasedel seldžuški prestol.
Leta 1207 je iz Antalye pregnal nikejsko garnizijo in pridobil pristanišče na Sredozemskem morju. V mestu je še isto leto začel graditi mošejo.
Kejhusrev je bil v bitki z Nikjejci pri Antiohiji na Meandru leta 1211 ubit. Njegov sin Kejkubad I. je od leta 1220 do 1237 vladal kot sultan Ruma, vnuk Kejhusrev  II. pa od leta 1237 do 1246.